# 学ドリ〜ガクエン・オブ・ドリームス〜
学ドリ〜ガクエン・オブ・ドリームス〜は、テレビ神奈川（tvk）で放送されていたテレビ番組である。
放送日時は毎週金曜日の24:00 - 24:10（JST）。放送期間は2008年4月4日 - 2008年9月26日。スポンサーは日本工学院専門学校。

## 概要
2週に渡って高校（主に神奈川県下）を紹介。1週目は高校の部活等を紹介し、2週目は講師を招き講師の就いている職業について紹介する。

## 出演者
- 大輪教授
- 重盛さと美